# Desa Selo (administrativ by i Indonesien, lat -7,10, long 110,10)
Desa Selo är en administrativ by i Indonesien.   Den ligger i provinsen Jawa Tengah, i den västra delen av landet, 400 km öster om huvudstaden Jakarta.